# Alex Hodgman
Pas d'image ? Cliquez ici

a Compétitions nationales et continentales officielles uniquement.

b Matchs officiels uniquement.
Dernière mise à jour le 23 septembre 2024.
Alex Hodgman, né le 16 juillet 1993 à Auckland (Nouvelle-Zélande), est un joueur de rugby à XV international australien. Il évolue au poste de pilier gauche avec les Queensland Reds en Super Rugby depuis 2024.

## Biographie
Né à Auckland, où il a grandi, Hodgman fréquente notamment l'académie des Blues alors qu'il est au lycée. Après ses études secondaires il déménage dans le sud à Christchurch et alors qu'une blessure à l'épaule avait mis fin à sa saison en 2013, il fait ses débuts avec Canterbury lors de l'ITM Cup 2014.

### Carrière en Super Rugby
Ses performances en championnat provincial voient Hodgman nommé dans le groupe des Crusaders pour la saison 2015 de Super Rugby glanant cinq apparitions, dont une titularisation, notamment grâce aux blessures en première ligne. Il signe ensuite en 2016 un contrat en bonne et due forme avec la franchise, mais ne parvient à accumuler que quatre nouvelles sélections.
À la recherche de plus temps de jeu, il choisit de rentrer à Auckland, signant avec les Blues un contrat avant le début de la saison 2017 de Super Rugby.
Lors de la saison de Super Rugby Aotearoa en 2020, il s'illustre avec les Blues, qui finissent deuxièmes du championnat (sans avoir joué leur dernier match, contre les vainqueurs) et est nommé dans le XV des meilleurs joueurs de la compétition.

### Carrière en sélection internationale
Hodgman représente d'abord les Fidji au Championnat du monde junior 2012 en Afrique du Sud, mais il change de sélection avant l'édition 2013, adoptant les couleurs de la Nouvelle-Zélande,,.
En septembre 2020, il est sélectionné pour la première fois avec les All Blacks par Ian Foster, afin de participer à la série de test-matchs contre l'Australie. Il connait sa première cape le 18 octobre 2020, à l’occasion d’un match contre l'équipe d'Australie à Auckland.

## Palmarès

### En club et province
- Vainqueur du NPC en 2015, 2016 et 2017 avec Canterbury.

### En équipe nationale
- Vainqueur du Rugby Championhsip en 2020.

## Statistiques
Au 6 décembre 2020, Alex Hodgman compte 4 cape en équipe de Nouvelle-Zélande, dont aucune en tant que titulaire, depuis le 18 octobre 2020 contre l'équipe d'Australie à Auckland.
Il participe à une édition du Rugby Championship, en 2020. Il dispute trois rencontres dans cette compétition,.